# On Parole
| 전문가 평가 | 전문가 평가 |
| 평가 점수   | 평가 점수   |
| 출처        | 점수        |
| ----------- | ----------- |
| AllMusic    | [ 2 ]       |

《On Parole》은 영국의 록 밴드 모터헤드가 발매한 네 번째 스튜디오 음반이다. 이 음반은 그들의 첫 번째 음반으로 의도되었고 1976년 완성 당시 미발매 상태로 남겨졌으며, 같은 해 《Overkill》과 《Bomber》가 상업적 성공을 거둔 이후 3년 후인 1979년 12월 8일에야 발매되었다. 밴드의 허락 없이 발매되었고, 결과적으로 그들은 그들과 거리를 두게다. 그 결과, 당시 밴드의 공식 발매로 간주되지 않았고, 그들은 처음에는 치즈윅 레코드로, 그 다음에는 브론즈 레코드로 넘어갔기 때문에 발매를 원하지 않았다.
리드 기타리스트 에디 클라크의 합류로 《On Parol》은 1977년 음반 《Motörhead》 세션에서 거의 전부 재녹음되었는데, 이는 스튜디오 시간이 매우 제한적이었기 때문이다.

## 배경
《On Parole》은 밴드의 오리지널 라인업인 보컬과 베이스를 맡은 레미 킬미스터, 기타와 보컬을 맡은 래리 월리스, 드럼을 맡은 루카스 폭스가 유일한 음반이다. 모터헤드는 더글러스 스미스가 레이블의 A&R맨 앤드류 라우더와 계약을 맺었을 때 유나이티드 아티스츠와 계약을 체결했는데, 두 사람은 레미의 이전 그룹 호크윈드에서 함께 일했었다. 이 세션에서 오리지널 프로듀서인 데이브 에드먼즈는 자신의 업무를 포기하고 프리츠 프라이어로 대체되었다. 폭스는 음반이 끝나갈 무렵 밴드를 떠났고 현지 "스피드" 장면을 통해 만난 레미가 우연히 알게 된 필 테일러로 교체됐다. 테일러는 자신이 드러머라고 레미에게 자랑했던 것처럼 그를 록필드 스튜디오로 데려가 드럼 키트를 가져오라고 설득당했다. 테일러는 이 자리에 임명되었고, 〈Lost Johnny〉를 제외하고 이전에 녹음된 폭스의 드럼 트랙을 오버더빙하기 시작했다. 그는 이 세션에서 음주 난동을 부린 혐의로 체포된 후 감옥에 수감되어 있었다.
테일러는 집배에 페인트칠을 했고 그의 선장은 에디 클라크였다. 테일러는 모터헤드에 합류한 지 얼마 되지 않았다고 말했을 때 클라크는 밴드에 대한 글을 읽고 흥미를 느꼈다. 클라크는 테일러에게 그가 기타리스트였지만 커티스 나이트와 함께 두 장의 음반을 녹음했다는 사실은 언급하지 않았다. 모터헤드의 기타리스트 월리스가 밴드에 두 번째 기타리스트를 추가하자는 아이디어를 내놓자 테일러는 클라크에게 추천했고, 밴드는 처음으로 잠시 4인조 밴드가 되었다. 밴드에 대한 월리스의 관심은 급격히 사라지고 그는 곧 떠났고, 모터헤드는 다시 3인조였다.

## 곡 목록
| #  | 제목                        | 작사·작곡                                  | 재생 시간 |
| -- | --------------------------- | ------------------------------------------ | --------- |
| 1. | 〈Motorhead〉               | 레미 킬미스터                              | 2:57      |
| 2. | 〈On Parole〉               | 래리 월리스                                | 5:38      |
| 3. | 〈Vibrator〉                | 월리스, 데스 브라운                        | 4:15      |
| 4. | 〈Iron Horse/Born to Lose〉 | 필 테일러, 믹 브라운, 가이 "트램프" 로렌스 | 5:17      |

| #  | 제목             | 작사·작곡                                       | 재생 시간 |
| -- | ---------------- | ----------------------------------------------- | --------- |
| 5. | 〈City Kids〉    | 월리스, 던컨 샌더슨                             | 3:43      |
| 6. | 〈The Watcher〉  | 킬미스터                                        | 4:50      |
| 7. | 〈Leaving Here〉 | 라몬트 도지어, 브라이언 홀랜드, 에드워드 홀랜드 | 2:56      |
| 8. | 〈Lost Johnny〉  | 킬미스터, 믹 패런                               | 3:31      |
| 9. | 〈Lost Johnny〉  | 월리스, 브라운                                  | 5:35      |